# MP-514K
МР-514К — компактная пневматическая винтовка производства Ижевского механического завода, выполненная по схеме булл-пап. Ствол расположен параллельно цилиндру. Имеет барабанный магазин на 8 пуль либо 10 стальных шариков, взвод осуществляется взводом ствола вверх-назад на угол порядка 120 градусов. Дульная энергия — не более 7,5 Дж. 